# Barry Humphries
John Barry Humphries (Melbourne, 17 febbraio 1934 – Sydney, 22 aprile 2023) è stato un attore, sceneggiatore e doppiatore australiano.

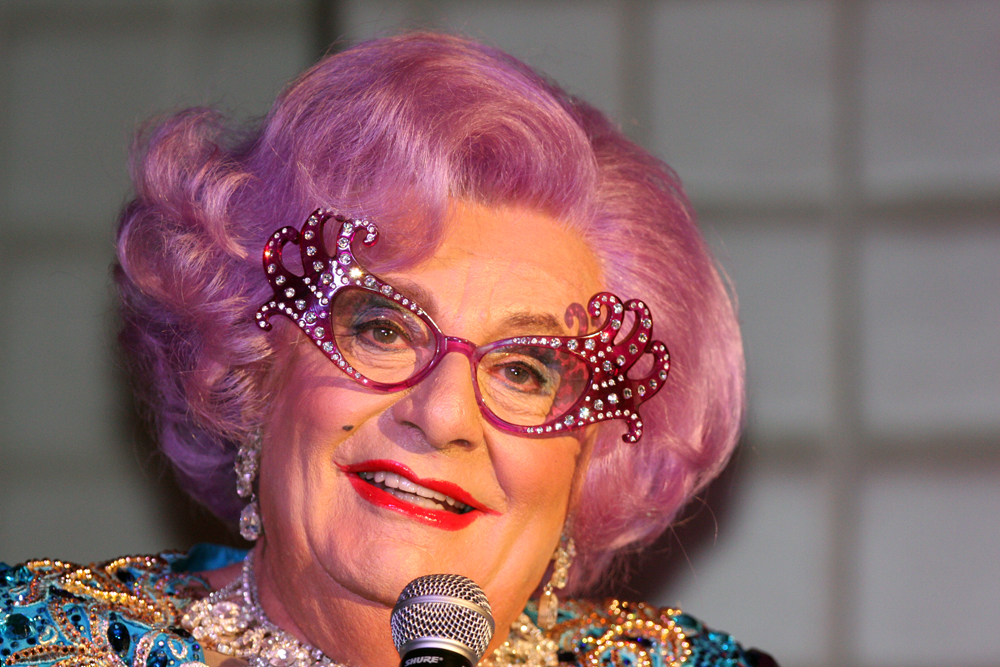
Barry Humphries nei panni di Dame Edna

Si affermò inoltre come drag queen, creando il personaggio di Dame Edna Everage (noto anche semplicemente Dame Edna).

## Biografia
Noto per l'interpretazione di Claire Otoms in Ally McBeal, visse a Cremorne. Si sposò quattro volte: il primo matrimonio, con la ballerina Brenda Wright, durò dal 1955 al 1957; il secondo matrimonio, con la ballerina Rosalind Tong, durò dal 1959 al 1970; il terzo matrimonio, con la sceneggiatrice e direttrice Diane Millstead, durò dal 1979 al 1989; con la quarta moglie, l'attrice Lizzie Spencer, rimase sposato fino al decesso, avvenuto nel 2023. Ebbe quattro figli: Tessa e Emily dalla seconda moglie; Oscar e Rupert dalla terza moglie.

## Filmografia parziale
- Ma il tuo funziona... o no? (Percy's Progress), regia di Ralph Thomas (1974)
- Shock Treatment, regia di Jim Sharman (1981)
- Amata immortale (Immortal Beloved), regia di Bernard Rose (1994)
- The Leading Man, regia di John Duigan (1996)
- Nicholas Nickleby, regia di Douglas McGrath (2002)
- Alla ricerca di Nemo (Finding Nemo), regia di Andrew Stanton e Lee Unkrich (2003) – voce
- Mary and Max, regia di Adam Elliot (2009) – voce
- Lo Hobbit - Un viaggio inaspettato (The Hobbit: An Unexpected Journey), regia di Peter Jackson (2012)

## Doppiatori italiani
Nelle versioni in italiano delle opere in cui ha recitato, Barry Humphries è stato doppiato da:
- Pietro Ubaldi in Ally McBeal
- Gaetano Varcasia in Lo Hobbit - Un viaggio inaspettato[3]

Da doppiatore è sostituito da:
- Alessandro Rossi in Alla ricerca di Nemo
- Giorgio Lopez in Justin e i cavalieri valorosi